# Кауфман, Борис Рафаилович
Борис Рафаилович Кауфман (укр. Борис Рафаїлович Кауфман, род. 25 ноября 1973, Одесса) — украинский бизнесмен, издатель журнала «Фокус». В 2020 году занял 41 место в рейтинге 100 богатейших людей Украины. В 2021 году журнал «Фокус» оценил состояние Кауфмана в 320 млн долларов.

## Биография
В 1995 г. окончил юридический факультет Одесского государственного университета им. Мечникова.

## Бизнес

### Производство алкогольных напитков
В 1996 году пришел в корпорацию «Оверлайн» на должность заместителя главы представительства «Оверлайн Трейдинг Лтд».
В 2002 г. Борис Кауфман занял пост президента корпорации «Оверлайн». Все активы в алкогольном бизнесе были объединены в концерн «Оверлайн», в состав которого вошли активы компаний — Первый ликероводочный завод, Одесский завод шампанских вин (ТМ «Одесса», ТМ L’Odessika), «Измаильский винный завод» (ТМ «Измаил»), Торговый Дом GoldenLine, агрофирма «Измаил». На пике развития концерна его продукция экспортировалась в 20 стран мира. Весной 2008 года владельцы концерна продали марку «Мягков» российскому холдингу «Синергия».
«Одесский завод шампанских вин» был продан в 2009 году итальянскому концерну Campari. В 2008 году Борис Кауфман продал все активы в алкогольном бизнесе.

### Гостиничный бизнес
Борис Кауфман в партнерстве с Александром Грановским управляют несколькими гостиницами через компанию Vertex Hotel Group — «Бристоль», «Лондонская» в Одессе и «Президент отель» в Киеве. С 2003 года в управлении была одесская гостиница «Пассаж». Тогда было создано ЗАО «Пассаж», акционерами которого стали ООО «Укрбудсервис» и американская корпорация Clear Water Bay Hotels, обе принадлежащие бизнесменам. Взамен здания гостиницы, которое город передал в уставный фонд ЗАО, в его собственности было закреплено 35 % акций. Компании Грановского и Кауфмана взамен 65 % акций должны были потратить в течение 3-х лет 11 млн долларов США на завершение реконструкции комплекса. До 2013 года работы по реконструкции здания не стартовали из-за экономического кризиса и сложностей с получением заёмного финансирования. В июле 2013 года горсовет Одессы принял решение о продаже бизнесменам оставшихся у города 24,6 % акций. На сегодняшний день гостиница «Пассаж» не принадлежит компаниям бизнесменов.
Обновленный «Бристоль» стал третьей 5-звёздочной гостиницей в городе. Представители группы не раскрывают, сколько потратили на восстановление, но комплекс работ, который был выполнен в здании, «тянет» не меньше, чем на $10–20 млн. Отель восстанавливали по фотографиям и открыткам и воссоздали его таким, как он задумывался архитектором А. О. Бернардацци.
Гостиница была заново открыта после реставрации в 2011 году, однако её владельцы — бизнесмены Александр Грановский и Борис Кауфман — решили передать комплекс в управление международному гостиничному оператору Starwood Hotels and Resorts Worldwide. С 1 декабря 2013 года гостиница переименовывается в The Luxury Collection и переходит в управление оператора.
Фонд государственного имущества Украины (ФГИУ) в 2004 году передал «Президент Отель» в управление Государственному управлению делами (ГУД), которое сдало его в аренду на 25 лет компании «Квадр».
В 2013 году ФГИУ поднял вопрос о продаже отеля. В то же время, по словам генерального директора Vertex Hotel Group Ирины Пшенной, в отношении «Президент Отеля» был подписан протокол о намерениях с международным оператором и ведётся переговорный процесс по подписанию договора франчайзинга.

### Строительный бизнес
Принадлежавшая Борису Кауфману и Александру Грановскому компания «Каштан-Девелопмент» занималась строительством жилых комплексов в Одессе, в частности ЖК Майами (в дальнейшем — часть комплекса Альтаир).

### Дноуглубление
В 2006 в результате внутреннего корпоративного конфликта в ПАО «Черномортехфлот», Борис Кауфман и Александр Грановский получили контроль над компанией, которая, не взирая на полученные миллиардные госзаказы, уже в 2012 году оказалась банкротом.

### Банки
Борис Кауфман являлся акционером и главой наблюдательного совета ПАО «Финбанк», который 1 июля 2014 года по размеру общих активов занимал 50-е место (3,223 млрд грн.) среди 173 действовавших в стране банков. Однако, 1 октября 2014 года он продал свой пакет акций. 3 января 2019 году ПАО «Финбанк» был ликвидирован Фондом гарантирования вкладов.
В СМИ также выдвигались предположения о том, что в ноябре 2013 года группа финансовых инвесторов, которых связывают с Борисом Кауфманом, купила 100 % акций Платинум банка. Однако эти данные не подтвердились, оказалось, что Борис Кауфман не имеет отношения к Платинум банку.

### Авиация
Имя Бориса Кауфмана связывают с авиационной отраслью. Согласно решению одесского горсовета было создано новое ООО "Международный аэропорт «Одесса», 25 % акций которого было закреплено в коммунальной собственности (в лице КП "Международный аэропорт «Одесса»), а 75 % акций передано ООО «Одесса Аэропорт Девелопмент», учрежденному фирмой Odessa airport development Ltd. В обмен на передачу активов инвестор взял на себя обязательства построить новый аэровокзальный комплекс. СМИ высказывали различные версии по поводу такого решения Одесского городского совета. Строительство нового терминала аэропорта Одесса идет и он будет сдан в 2015 году. Аэродромный комплекс и взлетно-посадочная полоса, которая нуждается в реконструкции, остались в зоне ответственности города и КП «Международный аэропорт Одесса». Поэтому было создано государственное предприятие «Дирекция по строительству международного аэропорта „Одесса“», которому в 2014 году из госбюджета будет выделено финансирование в размере 1,7 миллиардов гривен на строительство новой ВПП в Одессе и обновление навигационного оборудования.
Конкурс по реконструкции аэропорта Симферополя выиграла нидерландская компания Van den Akker Holding B.V. с уставным капиталом 18 тысяч евро. Её проект стоимостью в 500 миллионов гривен на заседании конкурсной комиссии в Совмине Крыма представлял менеджер Александра Грановского — бывший директор ООО «Одесса Аэропорт Девелопмент» Алексей Кочанов. Изначально предполагалось, что так же, как и в Одессе, на базе аэропорта Симферополя будет создано СП: инвестор должен был вложить в реконструкцию 45—50 миллионов евро, а государство — передать аэровокзальный комплекс и инфраструктуру. Однако продажа аэропорта не состоялось. А в октябре 2013 года новое руководство аэропорта предписало всем авиакомпаниям заключать договора с новой обслуживающей компанией ООО «Аэропорт Хендлинг» (Одесса), с уставным фондом в 10 тысяч гривен.

### Медиа
В июне 2013 года Vertex United купила у медиахолдинга UMH group (мажоритарный владелец — Борис Ложкин) и миллиардера Геннадия Боголюбова медиапроект «Фокус» (журналы «Фокус», «Фокус. Красивая страна», сайт focus.ua). Также в прошлом бизнес-партнеры Борис Кауфман и Александр Грановский контролировали одесский телеканал «РИАК», но, по некоторым данным, продали его городскому голове Одессы Алексею Костусеву.

### Табачная продукция
По состоянию на 2022 год Борис Кауфман опосредованно (через принадлежащие ему украинские и кипрские структуры) владеет 47,22 % в компании «Тедис Украина» (бывшая «Мегаполис-Украина»).
С начала 2024 года, всячески пытается устранить всех конкурентов по изготвлению табачных изделий в Украине. Незаконными способами препятствует работе табачных предприятий, не входящих в его концерн.

### Спорт
В конце 2021 года сообщалось о приобретении Борисом Кауфманом футбольного клуба «Черноморец». Согласно версии, поданной в местных СМИ, Борис Кауфман и Александр Грановский стали генеральными партнёрами одесского «Черноморца» через компанию Vertex United, в которой по состоянию на начало 2022 года среди владельцев указан только Борис Кауфман.

## Состояние
В 2013 году журнал «Фокус» оценил состояние Бориса Кауфмана в 62,2 миллиона долларов (149-е место в рейтинге «200 самых богатых людей Украины»), а годом ранее — в $66,7 миллионов. В 2020 году журнал «Forbes Украина» поместил его на 41 место в рейтинге 100 богатейших людей Украины, оценив его состояние в 220 миллионов долларов.

## Политика
В 2006 г. баллотировался в украинский парламент под № 29 в списках партии «Народный Блок Литвина», но партия не прошла в парламент, заняв лишь 7е место с результатом 2,44 %.

## Религия
Борис Кауфман жертвовал на реконструкцию Храма Гроба Господня в Иерусалиме.

## Семья
Борис Кауфман женат, воспитывает троих детей.

## Общественная деятельность
Борис Кауфман учредил премию в 100 000 гривен лучшему социально-значимому IT-проекту на ICDEE 2014. Обладателем премии стал стартап Donor.ua, который поможет врачам из отделений переливания крови быстро находить доноров. Сайт проекта был запущен в марте 2015 года.
При поддержке Бориса Кауфмана в октябре 2014 года прошла выставка украинских художников в Одессе в рамках арт-проекта «Родина».